# Ли Джэ Сок
Ли Джэ Сок (кор. 이재석, р.28 ноября 1963) — южнокорейский борец греко-римского стиля, призёр Олимпийских игр.

## Биография
Родился в 1963 году. В 1988 году завоевал бронзовую медаль Олимпийских игр в Сеуле.